# Associazione Sportiva Jesi 1950-1951
Questa pagina raccoglie le informazioni riguardanti l'Associazione Sportiva Jesi nelle competizioni ufficiali della stagione 1950-1951.

## Rosa
| N. |                   | Ruolo | Calciatore         |
| -- | ----------------- | ----- | ------------------ |
|    | Italia (bandiera) | C     | Nando Barchiesi    |
|    | Italia (bandiera) | A     | Giovanni Bodini    |
|    | Italia (bandiera) | C     | A. Caraffi         |
|    | Italia (bandiera) | A     | Emidio Conti       |
|    | Italia (bandiera) | C     | G. Fazi            |
|    | Italia (bandiera) | P     | Giovanni Guarascio |
|    | Italia (bandiera) | D     | G. Lazzarini       |
|    | Italia (bandiera) | C     | Dario Longhi       |

| N. |                    | Ruolo | Calciatore         |
| -- | ------------------ | ----- | ------------------ |
|    | Italia (bandiera)  | C     | Dino Lucianetti    |
|    | Italia (bandiera)  | C     | A. Memè            |
|    | Francia (bandiera) | A     | L. Michel          |
|    | Italia (bandiera)  | C     | Alfiero Paolinelli |
|    | Italia (bandiera)  | D     | Armando Rampioni   |
|    | Italia (bandiera)  | D     | F. Rocchegiani     |
|    | Italia (bandiera)  | A     | Pietro Sdrubolini  |